# Ron Mathewson
Ron Mathewson (* 19. Februar 1944 in Lerwick als Rognvald Andrew Mathewson; † 3. Dezember 2020 in London) war  ein britischer Jazzbassist.

## Leben und Wirken
Mathewson, der aus einer Musikerfamilie stammt, erhielt als Kind klassischen Klavierunterricht. Durch Zufall (der Bassist einer Tanzband war krank geworden) wechselte er mit 15 Jahren an den Kontrabass. Seit 1962, als er mit der schottischen Dixie-Band Clyde Valley Stompers in Deutschland auf Tournee war, ist er professioneller Musiker. Zwischen 1963 und 1966 arbeitete er in Rhythm-and-Blues-Bands und bei Alex Welsh. Anschließend war er mit Schlagzeuger Spike Wells bis 1973 festes Mitglied der Band von Tubby Hayes (Grits, Beans and Greens: The Lost Fontana Studio Sessions 1969), spielte aber auch mit Gordon Beck und Phil Woods in den USA und auf dem Montreux Jazz Festival 1972 (LP mit der European Rhythm Machine). Weiterhin arbeitete er als Sideman von Ray Nance, Kenny Wheeler, Philly Joe Jones, Stan Getz, Stan Sulzmann, Charles Tolliver, Carmell Jones, Oscar Peterson, Bill Evans, Randy Brecker oder der Kenny Clarke/Francy Boland Big Band. In den Leserpolls des Melody Maker kam er zwischen 1967 und 1970 als Bassist auf Spitzenplätze, 1974 auf Platz 1.
Mit dem Spontaneous Music Ensemble und mit Chris McGregor erkundete er das Neuland des freien Jazz, mit Ray Russell, Ian Carr und Neil Ardley („Mike Taylor Remembered“, 1973) den Rockjazz. Zwischen 1975 und 1990 gehörte er zum Quartett von Ronnie Scott, arbeitete aber auch mit dem eigenen Sextett (mit Alan Skidmore und John Taylor) und im Trio mit Gordon Beck und Daniel Humair (LP „Jazz Trio“, 1979). Aufnahmen eines Quartetts mit Ray Warleigh, Allan Holdsworth und Bryan Spring, das 1979/80 tätig war, wurden 2020 als Warleigh Manor veröffentlicht. Außerdem arbeitete er mit Charlie Watts und seinem Orchestra, aber auch mit Rollercoaster, Dick Morrissey, Johnny Griffin, Bud Shank und Joe Henderson. Im Bereich des Jazz war er laut Tom Lord zwischen 1962 und 1993 an 139 Aufnahmesessions beteiligt, zuletzt im John Stevens Ensemble (Blue).
Mathewson hörte in den 1990er Jahren auf, Jazz zu spielen und verdiente seinen Lebensunterhalt zeitweilig mit Werbemusik. Im November 2020 wurde er nach einer SARS-CoV-2-Infektion ins Krankenhaus eingeliefert.
Sein Bruder ist der Jazzpianist Mat Mathewson.

## Diskographische Hinweise
- Ron Mathewson: Memorial (Recordings from 1968–1976) (Jazz in Britain, ed. 2020)
- Mathewson & Mathewson: Blow!  (Jazz in Britain, 1978, ed. 2020), mit Mat Mathewson, E-Piano